# Desert Hills (Arizona)
Desert Hills es un lugar designado por el censo ubicado en el condado de Mohave en el estado estadounidense de Arizona. En el Censo de 2010 tenía una población de 2245 habitantes y una densidad poblacional de 176,79 personas por km².

## Geografía
Desert Hills se encuentra ubicado en las coordenadas 34°32′48″N 114°22′42″O / 34.54667, -114.37833. Según la Oficina del Censo de los Estados Unidos, Desert Hills tiene una superficie total de 12.7 km², de la cual 11.16 km² corresponden a tierra firme y (12.12%) 1.54 km² es agua.

## Demografía
Según el censo de 2010, había 2.245 personas residiendo en Desert Hills. La densidad de población era de 176,79 hab./km². De los 2.245 habitantes, Desert Hills estaba compuesto por el 90.69% blancos, el 0.45% eran afroamericanos, el 0.8% eran amerindios, el 0.49% eran asiáticos, el 0.09% eran isleños del Pacífico, el 5.79% eran de otras razas y el 1.69% pertenecían a dos o más razas. Del total de la población el 13.41% eran hispanos o latinos de cualquier raza.